# 阿莫里 (密西西比州)
阿莫里（英語：Amory）是位於美國密西西比州門羅縣的城市。

## 人口
根據2020年美國人口普查的數據，阿莫里的面積為34.03平方千米，當中陸地面積為32.46平方千米，而水域面積為1.57平方千米。當地共有人口6666人，而人口密度為每平方千米196人。